# Cinobanské predhorie
Cinobanské predhorie je geomorfologický podcelek Revúcké vrchoviny. Nachází se na západním okraji pohoří, mezi Tuhárskym potokem a údolím Rimavy a Rimavice.

## Polohopis

### Vymezení
Podcelek leží v západní části Revúcké vrchoviny, která východním okrajem sousedí se Železnickym predhorím. Severně leží Stolické vrchy s podcelky Klenovské a Málinské vrchy, okrajově i Veporské vrchy s podcelkem Sihlianska planina. Na západě se nachází pohoří Ostrôžky a jižním směrem Lučenská a Rimavská kotlina (podcelek Jihoslovenská kotlina).

## Dělení
- Lovinobanská brázda
- Málinská brázda

## Vybrané vrcholy
- Diel (640 m n. m.)
- Sedem chotárov (602 m n. m.)
- Uhorské (531 m n. m.)

## Chráněná území
V Cinobanskom predhorí leží tato maloplošná chráněná území:
- Kúpna hora - chráněný areál
- Svetlianska cerina - přírodní rezervace
- Príbrežie Ružinej - přírodní rezervace
- Ružinské jelšiny - přírodní rezervace[2]

## Turismus
V této části Revúcké vrchoviny je poměrně málo turistických stezek, což však neplatí o západním okraji podcelku. V okolí Divína a Ružínské vodní nádrže je vybudována hustá síť značených tras a spolu s tamním hradem patří mezi nejnavštěvovanější cíle turistů.

## Doprava
Západní částí území vede evropská silnice 58 v koridoru silnice I/16 (Zvolen - Košice), jakož i železniční trať Zvolen–Košice. Ve východní části vedou mezi Poltárem a Kokavou nad Rimavicou silnice II/595 a železniční trať Lučenec - Utekáč.